# Lithosciadium
Lithosciadium es género monotípico perteneciente a la familia Apiaceae. Su única especie Lithosciadium kamelinii (V.M.Vinogr.) Pimenov, se encuentra en China y Mongolia.

## Descripción
Es una planta que alcanza un tamaño de 30-45 (-60) cm de altura. La lámina basal ampliamente ovada, pinnatisecta, las pinnas ampliamente ovadas, pecioladas, aserradas, el ápice obtuso. Las inflorescencias en forma de umbelas primarias de 8-15 cm de diámetro, con los rayos 25-40, desiguales, rígidos.

## Distribución y hábitat
Se encuentra en las laderas esquistosas, riberas de los ríos, arroyos, a una altitud de 2600-2900 metros en el norte de Xinjiang (Altay, Qinghai) y Mongolia.

## Taxonomía
Lithosciadium kamelinii fue descrita por (V.M.Vinogr.) Pimenov y publicado en Conspectus of Flora of Outer Mongolia (Vascular Plants) 79, en el año 1996.
Sinonimia
- Cnidium kamelinii V.M.Vinogr. basónimo[3]